# М57А
М57А (ニューナンブМ57А, в англоязычных изданиях известен под наименованием New Nambu Model 57A) — японский самозарядный пистолет.

## История
После окончания второй мировой войны в 1945 году началась демилитаризация Японии, однако в связи с началом "холодной войны" выполнение этой программы было приостановлено и началось воссоздание японских вооружённых сил. Производство пистолетов и револьверов для государственных структур Японии было разрешено на единственном предприятии - оружейном заводе "Shin Chuo Kogyo K. K.", находившемся в районе станции Омори в Токио (которое было реконструировано - на нём установили новое производственное оборудование из США и ФРГ).
Пистолет был разработан в соответствии с решением министерства внешней торговли и промышленности Японии с целью замены пистолетов Colt 1911A1, полученных по программе военной помощи из США в период после окончания Второй мировой войны и принятых на вооружение в качестве штатного личного оружия японских сил самообороны.
После изготовления в 1957 году первого предсерийного прототипа правительство Японии выделило деньги на изготовление ещё 200 пистолетов этой модели для опытной эксплуатации. Общее количество выпущенных пистолетов этого типа было небольшим.

## Описание
Пистолет был разработан на основе конструкции пистолета M1911A1 и конструктивно представляет собой незначительно уменьшенную в размерах копию M1911A1. Металлические части покрыты воронением.
В отличие от «кольта», M57A имел только флажковый предохранитель, расположенный на левой стороне рамки. Ещё одним отличием является ствол, который имеет пять правых нарезов (длина хода нарезов - 254 мм).
Кроме того, японский пистолет имел иные щёчки на рукоять.
С левой стороны в нижней части рукояти имелась антабка для крепления страховочного ремешка.
Ёмкость коробчатого магазина с однорядным расположением патронов составляет 8 патронов.

## Варианты и модификации
- M57A
- M57A1 — прототип, разработанный в 1979—1980 гг. корпорацией Minebea для участия в конкурсе на новый пистолет для японских вооружённых сил
- 57B — прототип под патрон .32 ACP

## Страны-эксплуатанты
- Япония — в 1957 году пистолет M57A был официально принят на вооружение сил самообороны Японии, однако выпускался в небольших количествах и даже к началу 1980-х годов их количество в вооружённых силах Японии было незначительным[1]. После того, как в 1981 году на вооружение был принят швейцарский пистолет SIG Sauer P220, пистолеты M57A были сняты с вооружения[5].